# Basílica de Chabukauri

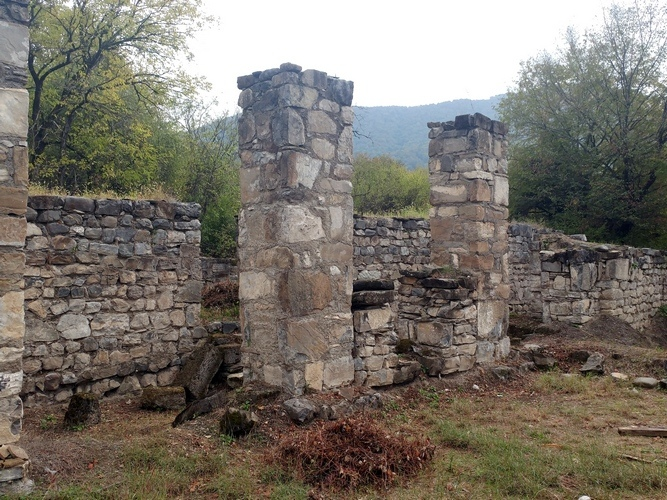
Antiguas columnas de la basílica.

La basílica de Chabukauri (en georgiano: ჭაბუკაურის ბაზილიკა) es una iglesia cristiana primitiva, actualmente en ruinas, ubicada en la región oriental de Kajetia, en el territorio del asentamiento histórico de Nekresi, a aproximadamente 1,5 km al noroeste del complejo monástico de Nekresi, Georgia. Es una gran basílica de tres naves, datada entre los siglos IV y V, lo que la convierte en uno de los primeros edificios de iglesias cristianas en Georgia. Fue desenterrada en 1998 y está inscrita en la lista de Monumentos culturales inamovibles de importancia nacional de Georgia.

## Historia
La basílica de Chabukauri fue desenterrada en una parcela del mismo nombre en 1998 y data, en términos arquitectónicos y arqueológicos, del siglo IV o IV. Al ser una de las iglesias más grandes de Georgia, su descubrimiento cuestionó una suposición previa de que los primeros edificios de la iglesia en el este de Georgia eran típicamente pequeños y estrechos, desarrollados de forma autónoma en el país. Otra basílica enorme, la Basílica de Dolochopi, fue descubierta a solo 4 km al este, en 2012. Ambos templos parecen haber sido parte del asentamiento más grande de Nekresi, pero debido a la falta de fuentes escritas y al denso follaje que cubre el área, su extensión sigue siendo desconocida. Estos establecimientos cristianos se fundaron poco después de abandonarse un santuario zoroástrico cercano, el llamado templo de fuego de Nekresi. Nodar Bakhtadze, quien excavó Chabukauri, identifica la basílica con una iglesia conocida de las primeras crónicas georgianas medievales fundada en Nekresi por el rey Trdat de Kartli (r. 394-406). El diseño de la iglesia está en línea con los estándares bizantinos establecidos, pero los detalles arquitectónicos como un santuario cuadrangular y parabematas muestran afinidades con las iglesias tempranas sasánidas, como Hira, Ain Shaia y Kharg, todas datadas a fines del siglo IV.

## Diseño
Chabukauri es una basílica de tres naves, que mide 33,4 x 15 m. Fue construida con grandes bloques de piedra caliza y grava entre otras. El naos está dividido en tres naves por cinco pares de pilares de forma rectangular. Un altar rectangular parece haber sido colocado en el sureste de la nave principal. Estaba flanqueado, a ambos lados, por pequeñas cámaras rectangulares, correspondientes al pastoforio. El edificio tenía tres entradas, al sur, oeste y norte. La nave principal parece haber sido dañada por un terremoto no mucho después de que la construcción de la iglesia y parte de su sector noreste se convirtieron en el pasillo sur de un nuevo edificio más pequeño. Esta nueva iglesia terminaba en dos ábsides distintivos en forma de herradura, el más grande de los cuales tenía un synthronon. La iglesia tenía un techo de madera con tejas de cerámica, sostenida en su lugar con clavos y antefijos. Se han desenterrado varios entierros de cistas medievales en todo el sitio. Dentro de las ruinas de la iglesia, se han encontrado muchos fragmentos de cerámica y dos lámparas de aceite de bronce. Al noroeste de la basílica hay una pequeña estructura con ábsides de función desconocida, que estaba cubierta por un piso de baldosas de terracota de alta calidad. Hay una indicación de que las paredes del edificio alguna vez estuvieron enlucidas y pintadas de rojo.